# Lichtenstättgraben
Der Lichtenstättgraben ist ein Bach in den Ammergauer Alpen im Landkreis Garmisch-Partenkirchen in Bayern. Er ist etwa 1,3 Kilometer lang, hat ein Einzugsgebiet von etwa 0,8 Quadratkilometern und mündet von rechts in den Manndlbach.

## Verlauf
Der Lichtenstättgraben entspringt nördlich der Ortschaft Ettal am Südwesthang von Schartenkopf und Latschenköpfl auf einer Höhe von etwa 1100 m ü. NHN. Er verläuft im Wesentlichen nach Südwesten, unterquert die Bundesstraße 23 und biegt dann nach Nordwesten ab. Etwa 250 Meter hinter der Bundesstraße mündet er am Westrand des Weidmooses auf einer Höhe von 838 m ü. NHN von rechts in den Manndlbach.